# Божидар Вучићевић
Божидар Вучићевић (9. децембар 1998) — српски одбојкаш који игра на позицији коректора. Тренутно наступа за Спор Тото.

## Клупска каријера
Рођен је у Новом Саду, у којем је и почео да се бави одбојком — у ОК Војводина. За сениорски тим је почео да игра 2016. године и освојио три узастопне титуле првака Србије. Потом је провео две сезоне у АЦХ волеју. Од 2021. године наступа за корејски Хјундаи иако је било информација да ће каријеру наставити у руском Газпром-Јурга Сургуту.

## Репрезентативна каријера
Наступао је у Лиги нација 2019. и 2021. године.

## Трофеји
Војводина
- Суперлига Србије: 2016/17, 2017/18, 2018/19.

АЦХ волеј
- Куп Словеније: 2019/20.[9]